# سامسونگ گلکسی اس۲۵
سامسونگ گلکسی اس ۲۵ (Samsung Galaxy S25) مجموعه‌ای از گوشی‌های هوشمند رده بالای مبتنی بر اندروید است که توسط سامسونگ الکترونیکس به عنوان بخشی از سری پرچمدار گلکسی اس توسعه، تولید و به بازار عرضه شده است. این گوشی‌ها در مجموع به عنوان جانشین سری سامسونگ گلکسی اس۲۴ عمل می‌کنند. مدل‌های اس۲۵، اس۲۵+ و اس۲۵ اولترا در ۲۲ ژانویه ۲۰۲۵ در رویداد Galaxy Unpacked در سن خوزه، کالیفرنیا معرفی و در ۷ فوریه ۲۰۲۵ عرضه شدند. علاوه بر این، قرار است یک گوشی از همین سری با نام گلکسی اس۲۵ اج در سه‌ماهه دوم سال ۲۰۲۵ عرضه شود.

## ترکیب
سری گوشی‌های سامسونگ گلکسی اس۲۵ شامل ۴ مدل مختلف گوشی، سامسونگ گلکسی اس۲۵، سامسونگ گلکسی اس۲۵+، سامسونگ گلکسی اس۲۵ اولترا و سامسونگ گلکسی اس۲۵ اج می‌شود. اگرچه اطلاعات زیادی در مورد اس۲۵ اج در دست نیست، اما نسخه‌های اولیه‌ای که سامسونگ روی صحنه نمایش داد، نسخه‌ای باریک‌تر از اس۲۵ معمولی را نشان می‌دهد. گنجاندن اس۲۵ اج نشان‌دهندهٔ اضافه شدن یک عضو جدید به سری گوشی‌های هوشمند اس و بازگشت سری گلکسی اس اج از زمان عرضهٔ سامسونگ گلکسی اس۷ اج در سال ۲۰۱۶ است. همچنین این اولین گوشی سری S سامسونگ خواهد بود که از زمان عرضه گلکسی اس۹ و نوت ۹ در سال ۲۰۱۸، از دوربین دوگانه در پشت بهره می‌برد.
اس۲۵ و اس۲۵+ اندازه نمایشگر یکسانی با مدل‌های قبلی خود دارند، در حالی که مدل رده‌بالاتر اس۲۵ اولترا نمایشگر کمی بزرگتری دارد. پرچمدار اس۲۵ دارای یک صفحه نمایش تخت ۶٫۲ اینچی (۱۵۵ میلی‌متر) است. اس۲۵+ سخت‌افزار مشابهی دارد، اما با نمایشگر بزرگتر ۶٫۷ اینچی (۱۶۸ میلی‌متر). اس۲۵ اولترا با اندازه صفحه نمایش ۶٫۹ اینچ (۱۷۵ میلی‌متر) کمی بزرگتر از مدل قبلی خود است. اس۲۵ اولترا همچنین به عنوان بخشی از طراحی خود، گوشه‌های گرد دارد که باعث می‌شود بیشتر با بقیه گوشی‌های هوشمند سری گلکسی اس همسو شود. سری گوشی‌های هوشمند S25 از چیپست اسنپدراگون 8 Elite بهره می‌برند که برخلاف نسل‌های قبلی سری S، در تمام گوشی‌های هوشمند S25 در سراسر جهان استفاده خواهد شد.
سامسونگ گلکسی اس۲۵، اس۲۵+ و اس۲۵ اولترا در هر منطقه ویژگی‌های eSIM یکسانی دارند. مدل‌های بین‌المللی از دو اسلات نانو سیم‌کارت و دو پروفایل eSIM پشتیبانی می‌کنند. نسخه‌های آمریکایی یک اسلات نانو سیم کارت با پشتیبانی از دو سیم کارت الکترونیکی (eSIM) ارائه می‌دهند. مدل‌های چینی دارای تنظیمات سنتی دوگانه نانو سیم کارت بدون eSIM هستند.

## طراحی

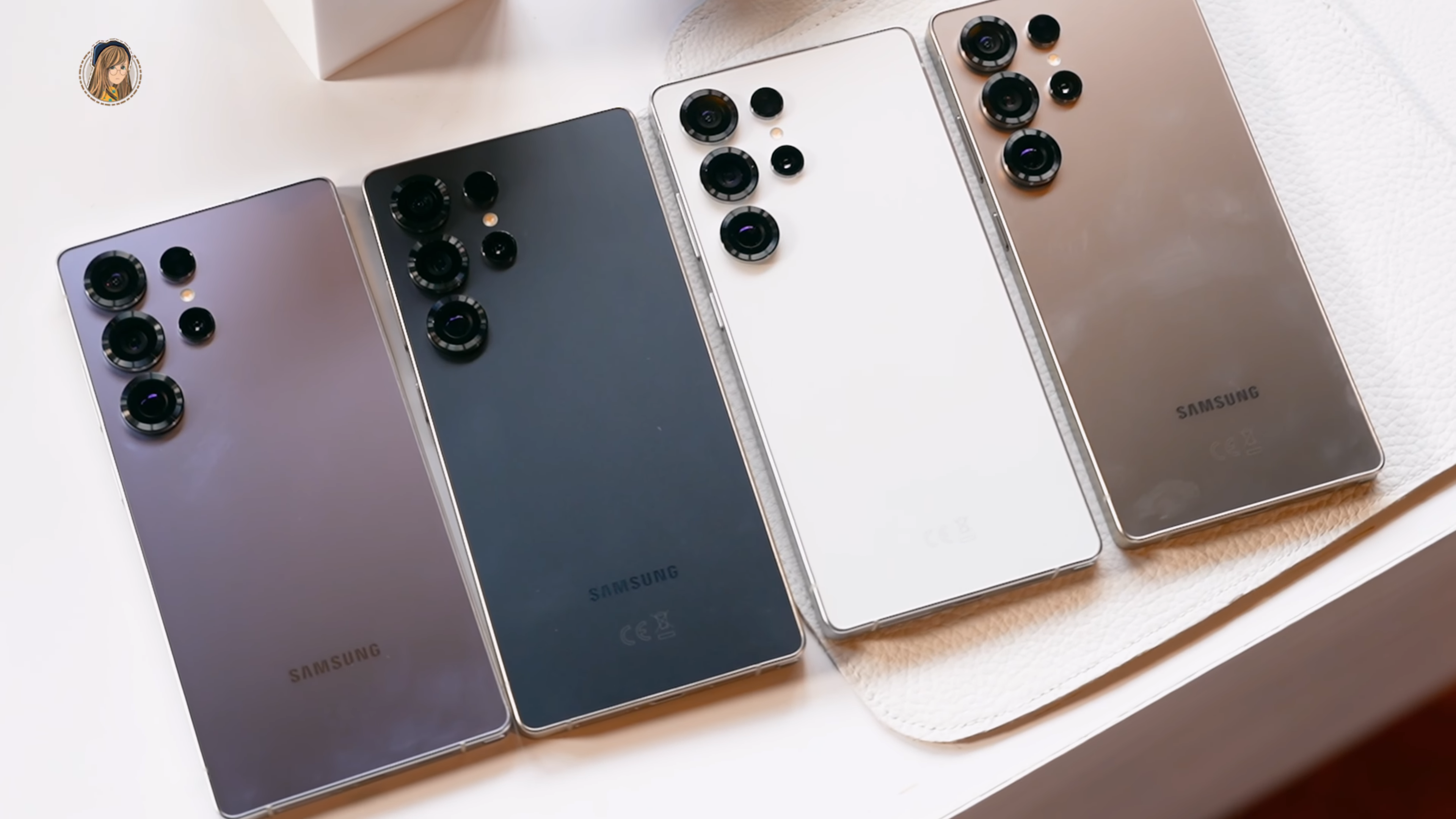
رنگ‌های اس۲۵ اولترا: تیتانیومی، نقره‌ای، آبی، مشکی، سفید و خاکستری

گوشی‌های هوشمند اس۲۵ و اس۲۵+ دارای یک بدنه آلومینیوم و پشت شیشه‌ای هستند که شبیه به طراحی پیشینیان آنها است. هر دو مدل اس۲۵ و اس۲۵+ از Gorilla Glass Victus 2 برای صفحه نمایش جلو و صفحه شیشه ای عقب استفاده می‌کنند. آنها در چهار رنگ استاندارد: آبی یخی، زیتونی، آبی اقیانوسی و سیلور شادو وجود دارد، با سه رنگ اضافی که تنها از طریق وب سایت آنلاین سامسونگ در دسترس هستند: صورتی طلایی، قرمز مرجانی و آبی سیاه.

اس۲۵ اولترا دارای یک بدنه تیتانیوم و پشت شیشه ای است، مشابه اس۲۴ اولترا. با این حال، اس۲۵ اولترا دارای گوشه‌های گرد شده است، در مقابل گوشه‌های مربعی اس۲۴ اولترا. علاوه بر این، اس۲۵ اولترا از Gorilla Glass Armor 2 برای نمایش جلو و پانل عقب خود برای بهبود دوام و کاهش نور استفاده می‌کند. اس۲۵ اولترا در چهار رنگ استاندارد ارائه می‌شود: نقره‌ای آبی تیتانیوم، سیاه تیتانیوم، سفید نقره‌ای تیتانیوم و خاکستری تیتانیوم، و همچنین سه رنگ اضافی که تنها از طریق وب سایت آنلاین سامسونگ در دسترس هستند: سبز یشمی تیتانیوم، جت بلک تیتانیوم و طلایی تیتانیوم.
|                       | گالکسی S25 و S25+                        | گلکسی S25 Ultra                                                               |
| --------------------- | ---------------------------------------- | ----------------------------------------------------------------------------- |
| رنگ‌های پایه           | - Icy Blue - Mint - Navy - Silver Shadow | - Titanium Black - Titanium Grey - Titanium Whitesilver - Titanium Silverblue |
| رنگ‌های انحصاری آنلاین | - Pinkgold - Coralred - Blueblack        | - Titanium Jadegreen - Titanium Jetblack - Titanium Pinkgold                  |

## مشخصات

### نمایشگر
گوشی‌های سری S25 از صفحه نمایش "Dynamic LPTO AMOLED 2X" با پشتیبانی از HDR10+ استفاده می گند صفحه نمایش می‌تواند تا ۱۲۰ هرتز سرعت تازه و ۲۶۰۰ نیت روشنایی بالا را داشته باشد. علاوه بر این، گوشی‌های S25 و S25+ دارای یک Corning Gorilla Glass Victus 2 به عنوان محافظت برای صفحه نمایش هستند، در حالی که S25 Ultra از یک Corning gorilla Glass Armor 2 به عنوان حفاظت برای صفحه نمایش استفاده می‌کند. همه تلفن‌های این سری دارای یک حسگر اثر انگشت فوق صوتی در صفحه نمایش هستند.
| مدل       | اندازه نمایش           | قطعنامه   | تراکم     | نسبت جنبه | حداکثر نرخ تازه شدن | نرخ تازه سازی متغیر | شکل               |
| --------- | ---------------------- | --------- | --------- | --------- | ------------------- | ------------------- | ----------------- |
| S25       | ۶٫۲ اینچ (۱۵۷ میلیمتر) | ۲۳۴۰×۱۰۸۰ | ~416 ppi  | ۱۹٫۵:۹    | ۱۲۰ هرتز            | ۱ هرتز تا ۱۲۰ هرتز  | گوشه‌های گرد و صاف |
| S25+      | ۶٫۷ اینچ (۱۷۰ میلیمتر) | ۳۱۲۰×۱۴۴۰ | ~ 513 ppi | ۱۹٫۵:۹    | ۱۲۰ هرتز            | ۱ هرتز تا ۱۲۰ هرتز  | گوشه‌های گرد و صاف |
| S25 Ultra | ۶٫۹ اینچ (۱۷۵ میلیمتر) | ۳۱۲۰×۱۴۴۰ | ~ 505 ppi | ۱۹٫۵:۹    | ۱۲۰ هرتز            | ۱ هرتز تا ۱۲۰ هرتز  | گوشه‌های گرد و صاف |

### دوربین

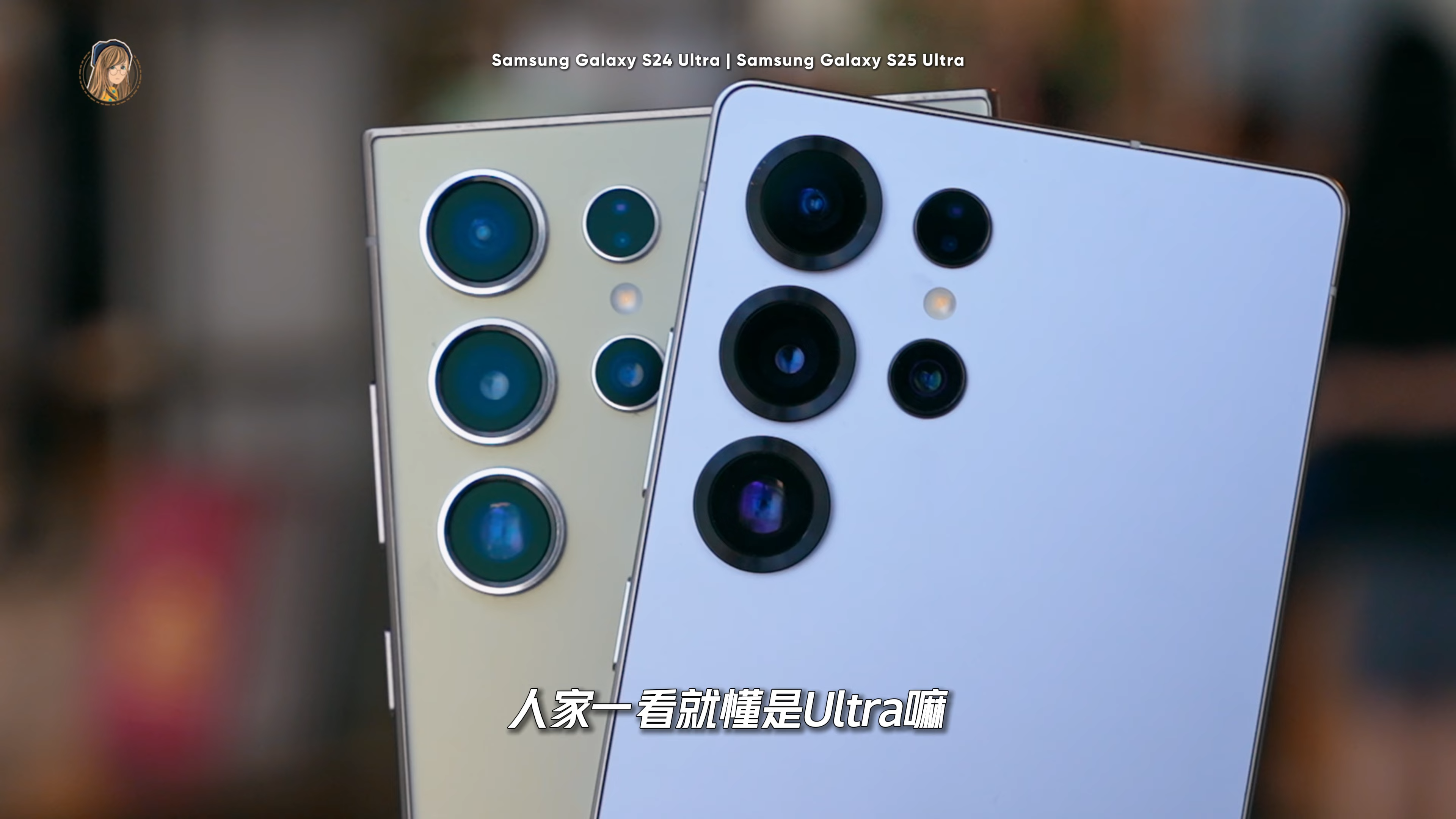
نمای نزدیک از سیستم دوربین اس۲۵ اولترا، در مقایسه با مدل قبلی آن

هر دو گوشی گلکسی اس۲۵ و اس۲۵+ دارای یک سنسور عریض ۵۰ مگاپیکسلی، یک لنز تله‌فوتو ۱۰ مگاپیکسلی با زوم ۳ برابری و یک سنسور فوق عریض ۱۲ مگاپیکسلی هستند.
از طرف دیگر، اس۲۵ اولترادارای یک سنسور عریض ۲۰۰ مگاپیکسلی، یک لنز تله‌فوتو پریسکوپی ۵۰ مگاپیکسلی با زوم ۵ برابری، یک لنز تله‌فوتو ۱۰ مگاپیکسلی با زوم ۳ برابری و یک سنسور فوق عریض ۵۰ مگاپیکسلی است.
هر سه مدل این گوشی‌ها دارای دوربین جلوی ۱۲ مگاپیکسلی (که به عنوان دوربین سلفی نیز شناخته می‌شود) هستند.
|                  | گلکسی اس۲۵ و اس۲۵+                                                                                              | گلکسی اس۲۵ اولترا |
| ---------------- | --- | --- |
| عریض             | ۵۰ مگاپیکسل، f/1.8، ۲۴ میلی‌متر، ۱/۱٫۵۶ اینچ، فوکوس خودکار تشخیص فاز پیکسل دوگانه، لرزشگیر اپتیکال تصویر         | ۲۰۰ مگاپیکسل، f/1.7، ۲۴ میلی‌متر، ۱/۱٫۳ اینچ، فوکوس خودکار تشخیص فاز چند جهته، لرزشگیر اپتیکال تصویر                                                      |
| فوق عریض         | ۱۲ مگاپیکسل، f/2.2، ۱۳ میلی‌متر، ۱/۲٫۵۵ اینچ، فوکوس خودکار تشخیص فاز، فیلم‌برداری فوق‌العاده پایدار                | ۵۰ مگاپیکسل، f/1.9، زاویه دید ۱۲۰ درجه، فوکوس خودکار دوال پیکسل با تشخیص فاز، HDR10+                                                                     |
| تله فوتو         | ۱۰ مگاپیکسل، f/2.4، ۶۷ میلی‌متر، ۱/۳٫۹۴ اینچ، فوکوس خودکار تشخیص فاز، لرزشگیر اپتیکال، بزرگنمایی اپتیکال ۳ برابر | ۱۰ مگاپیکسل، f/2.4، ۶۷ میلی‌متر، ۱/۳٫۵۲ اینچ، فوکوس خودکار تشخیص فاز پیکسل دوگانه، لرزشگیر اپتیکال، بزرگنمایی اپتیکال ۳ برابر                             |
| پریسکوپ تله فوتو | – | ۵۰ مگاپیکسل، f/3.4، ۱۱۱ میلی‌متر، ۱/۲٫۵۲ اینچ، فوکوس خودکار تشخیص فاز پیکسل دوگانه، لرزشگیر اپتیکال تصویر، تله‌فوتو اپتیکال ۵ برابر، زوم دیجیتال ۱۰۰ برابر |
| سلفی             | ۱۲ مگاپیکسل، f/2.2، ۲۶ میلی‌متر، فوکوس خودکار تشخیص فاز                                                          | ۱۲ مگاپیکسل، f/2.2، ۲۶ میلی‌متر، فوکوس خودکار تشخیص فاز                                                                                                   |

### باتری‌ها
در مقایسه با مدل‌های قبلی اس۲۴، ظرفیت باتری هیچ تفاوتی نکرده است.
|                                                | گلکسی اس ۲۵        | گلکسی S25+         | گلکسی S25 اولترا   |
| ---------------------------------------------- | ------------------ | ------------------ | ------------------ |
| ظرفیت باتری                                    | ۴۰۰۰ میلی‌آمپر ساعت | ۴۹۰۰ میلی‌آمپر ساعت | ۵۰۰۰ میلی‌آمپر ساعت |
| سرعت شارژ سیمی                                 | ۲۵ وات             | ۴۵ وات             | ۴۵ وات             |
| سرعت شارژ بی‌سیم (پشتیبانی از شارژ بی‌سیم معکوس) | ۱۵ وات             | ۱۵ وات             | ۱۵ وات             |
| منابع                                          | [ ۱۹ ] [ ۱۱ ]      | [ ۱۹ ] [ ۱۱ ]      | [ ۱۹ ] [ ۱۱ ]      |

### حافظه و ذخیره‌سازی
برخلاف نسل‌های قبلی، تمام گوشی‌های سامسونگ گلکسی اس۲۵ با ۱۲ گیگابایت رم عرضه شدند. مشابه نسل‌های قبلی، میزان رم در سری اس۲۵ قابل تنظیم نیست، اما خریداران می‌توانند میزان فضای ذخیره‌سازی موجود را سفارشی کنند.
با این حال، در بازار کره جنوبی و چین بزرگ (سرزمین اصلی چین، هنگ کنگ و تایوان)، گزینه ۱۶ گیگابایت رم برای برخی از مدل‌های سامسونگ گلکسی اس۲۵ اولترا وجود دارد. برای مدل کره جنوبی، گلکسی اس۲۵ اولترا با رنگ جت بلک تیتانیوم و حافظه داخلی ۱ ترابایتی و ۱۶ گیگابایت رم عرضه می‌شود. برای منطقه چین بزرگ، صرف نظر از انتخاب رنگ، گزینه حافظه ۱ ترابایتی با ۱۶ گیگابایت رم ارائه می‌شود.
| مدل‌ها   | گلکسی اس ۲۵                 | گلکسی اس ۲۵                 | گلکسی S25+                  | گلکسی S25+                  | گلکسی S25 اولترا            | گلکسی S25 اولترا            |
| مدل‌ها   | رم                          | ذخیره‌سازی                   | رم                          | ذخیره‌سازی                   | رم                          | ذخیره‌سازی                   |
| ------- | --------------------------- | --------------------------- | --------------------------- | --------------------------- | --------------------------- | --------------------------- |
| گزینه ۱ | ۱۲ گیگابایت                 | ۱۲۸ گیگابایت                | ۱۲ گیگابایت                 | -                           | ۱۲ گیگابایت                 | -                           |
| گزینه ۲ | ۱۲ گیگابایت                 | ۲۵۶ گیگابایت                | ۱۲ گیگابایت                 | ۲۵۶ گیگابایت                | ۱۲ گیگابایت                 | ۲۵۶ گیگابایت                |
| گزینه ۳ | ۱۲ گیگابایت                 | ۵۱۲ گیگابایت                | ۱۲ گیگابایت                 | ۵۱۲ گیگابایت                | ۱۲ گیگابایت                 | ۵۱۲ گیگابایت                |
| گزینه ۴ | ۱۲ گیگابایت                 | -                           | ۱۲ گیگابایت                 | -                           | ۱۲ / ۱۶ گیگابایت            | ۱ سل                        |
| منابع   | [ ۲۱ ] [ ۲۲ ] [ ۲۰ ] [ ۲۳ ] | [ ۲۱ ] [ ۲۲ ] [ ۲۰ ] [ ۲۳ ] | [ ۲۱ ] [ ۲۲ ] [ ۲۰ ] [ ۲۳ ] | [ ۲۱ ] [ ۲۲ ] [ ۲۰ ] [ ۲۳ ] | [ ۲۱ ] [ ۲۲ ] [ ۲۰ ] [ ۲۳ ] | [ ۲۱ ] [ ۲۲ ] [ ۲۰ ] [ ۲۳ ] |

## نرم‌افزار
گوشی‌های گلکسی S25 با اندروید ۱۵ و رابط کاربری سامسونگ وان یوآی ۷ عرضه شدند. سامسونگ قول داده است که به مدت ۷ سال به‌روزرسانی‌های سیستم عامل و امنیتی را برای سری گوشی‌های اس۲۵ ارائه دهد (به این معنی که پشتیبانی ممکن است در سال ۲۰۳۲ پایان یابد).
این دستگاه‌ها علاوه بر این، با گلکسی ای‌آی، مجموعه پیشرفته ویژگی‌های هوش مصنوعی سامسونگ، عرضه می‌شوند. به عنوان یک فناوری نسبتاً جدید، این فناوری در سری اس۲۵ قابلیت‌های به‌روز شده‌ای دریافت کرده است.

## بازخورد

### جنجال بر سر قلم اس-پن
با عرضه S25 Ultra، سامسونگ تصمیم گرفت قابلیت بلوتوث را از قلم S Pen خود حذف کند، قابلیتی که در سال ۲۰۱۸ با گلکسی نوت ۹ به این قلم اضافه شد. سامسونگ به عنوان یک اقدام صرفه‌جویی در هزینه، به دنبال حذف ویژگی‌های بلوتوث بود و ادعا می‌کرد که کمتر از ۱٪ از کاربران گلکسی از آن استفاده می‌کنند.

از جمله قابلیت‌هایی که حذف شده‌اند می‌توان به کنترل دوربین از راه دور، اکشن‌های هوایی و چندین ویژگی درون‌برنامه‌ای برای برنامه‌هایی مانند پاورپوینت یا برنامه گالری بومی اشاره کرد.
| پیشین: Samsung Galaxy S24 | Samsung Galaxy S25 ۲۰۲۵ | پسین: Current |